# Ringaren i Notre Dame II
Ringare i Notre Dame II (engelska: The Hunchback of Notre Dame II) är en uppföljare till Disneys film Ringaren i Notre Dame, som i sin tur är gjord fritt efter Victor Hugos roman med samma namn. Filmen släpptes direkt till video den 13 februari 2002.
I denna film är domaren Claude Frollo död och den puckelryggige klockringaren Quasimodo allmänt accepterad. Quasimodos vänner Phoebus och Esmeralda har blivit lyckligt gifta med varandra, och fått en son som heter Zephyr och som Quasimodo är mycket god vän med.
Handlingen går ut på att en skurkaktig cirkusledare, Sarousch, försöker utnyttja sin fosterdotter, en snäll och söt ung flicka som heter Madellaine, till att stjäla en av klockorna i Notre Dame, och att Quasimodo och Madellaine blir kära i varandra. Sarousch lyckas stjäla klockan, och kidnappar Zephyr för att hålla honom som gisslan så att Zephyrs far, vaktkaptenen Phoebus, inte skall hindra honom från att lämna Paris med klockan. Emellertid räddar Madellaine Zephyr så att Sarousch blir gripen och klockan återbördad. På slutet är Quasimodo och Madeleine tillsammans på en festlighet som kallas för Stora Kärleksdagen och verkar mycket lyckliga.
Filmen fick dock ingen vidare bra kritik, varken i USA eller Sverige. Anledningen var att animeringen är för annorlunda och handlingen stämde inte överens med första filmen. Även skurken Sarousch blev en besvikelse, i jämförelse med den första filmens skurk domare Frollo som blev mycket populär bland tittarna.

## Rollista
| Jason Alexander      | – Hugo       |
| Jennifer Love Hewitt | – Madellaine |
| Tom Hulce            | – Quasimodo  |
| Paul Kandel          | – Clopin     |
| Charles Kimbrough    | – Victor     |
| Kevin Kline          | – Phoebus    |
| Michael McKean       | – Sarousch   |
| Demi Moore           | – Esmeralda  |
| Haley Joel Osment    | – Zephyr     |
| Jane Withers         | – Laverne    |
| Jim Cummings         | – Archdeacon |

### Svenska röster
| Joakim Jennefors | – Quasimodo  |
| Nadia Alj        | – Madellaine |
| Lasse Kronér     | – Hugo       |
| Peter Flack      | – Victor     |
| Siw Malmkvist    | – Laverne    |
| Bengt Bauler     | – Sarouch    |
| Alexander Gylemo | – Zephyr     |
| Sharon Dyall     | – Esmeralda  |
| Roger Storm      | – Phoebus    |
| Mikael Grahn     | – Clopin     |

### Fotnoter
1. ↑  ”Ringaren i Notre Dame II”. Disneyania. 19 mars 2001. http://www.d-zine.se/filmer/ringaren2.htm. Läst 20 augusti 2016.